# 皮卡博 (愛達荷州)
皮卡博（英語：Picabo）是位於美國愛達荷州布萊恩縣的一個非建制地區。該地的面積和人口皆未知。

## 地理
皮卡博的座標為43°18′21″N 114°04′04″W / 43.30583°N 114.06778°W，而該地的平均海拔高度為1475米（即4839英尺）。